# Бініш
Бініш (рум. Biniș) — село у повіті Караш-Северін в Румунії. Входить до складу комуни Доклін.
Село розташоване на відстані 362 км на захід від Бухареста, 17 км на захід від Решиці, 58 км на південний схід від Тімішоари.

## Населення
За даними перепису населення 2002 року у селі проживали 816 осіб, з них 811 осіб (99,4%) румунів. Рідною мовою 812 осіб (99,5%) назвали румунську.